# Campeonato Mundial de Ciclismo en Pista de 1956
El LIII Campeonato Mundial de Ciclismo en Pista se celebró en Copenhague (Dinamarca) entre el 27 de agosto y el 2 de septiembre de 1956 bajo la organización de la Unión Ciclista Internacional (UCI) y la Federación Danesa de Ciclismo.
Las competiciones se realizaron en el Velódromo de Ordrup. En total se disputaron 5 pruebas, 3 para ciclistas profesionales y 2 para ciclistas amateur.

## Medallistas

### Profesional
| Evento                 | Oro                     | Plata                       | Bronce                       |
| ---------------------- | ----------------------- | --------------------------- | ---------------------------- |
| Velocidad individual   | Antonio Maspes · Italia | Reginald Harris Reino Unido | Oscar Plattner · Suiza       |
| Persecución individual | Guido Messina · Italia  | Jacques Anquetil Francia    | Kay Werner Nielsen Dinamarca |
| Medio fondo            | Graham French Australia | Guillermo Timoner España    | Walter Bucher · Suiza        |

### Amateur
| Evento                 | Oro                     | Plata                   | Bronce                     |
| ---------------------- | ----------------------- | ----------------------- | -------------------------- |
| Velocidad individual   | Michel Rousseau Francia | Jorge Bátiz Argentina   | Guglielmo Pesenti · Italia |
| Persecución individual | Ercole Baldini · Italia | Leandro Faggin · Italia | John Geddes Reino Unido    |

## Medallero
| Núm. | País        | Oro | Plata | Bronce | Total |
| ---- | ----------- | --- | ----- | ------ | ----- |
| 1    | Italia      | 3   | 1     | 1      | 5     |
| 2    | Francia     | 1   | 1     | 0      | 2     |
| 3    | Australia   | 1   | 0     | 0      | 1     |
| 4    | Reino Unido | 0   | 1     | 1      | 2     |
| 5    | Argentina   | 0   | 1     | 0      | 1     |
| 5    | España      | 0   | 1     | 0      | 1     |
| 7    | Suiza       | 0   | 0     | 2      | 2     |
| 8    | Dinamarca   | 0   | 0     | 1      | 1     |
|      | TOTAL       | 5   | 5     | 5      | 15    |